# Пернілла Аугуст
Пернілла Аугуст (справжнє ім'я Міа Пернілла Херцман-Еріксон, швед. Pernilla August, Mia Pernilla Hertzman-Ericson; нар. 13 лютого 1958, Стокгольм) — шведська акторка театру і кіно, сценаристка та режисерка.

## Життєпис
З восьми років навчалася в школі при театрі, грала на шкільній сцені. Дебютувала у кіно в 1975 році під ім'ям Пернілла Валльгрен. Займалася соціальною роботою.
У 1979 році вступила до акторської школи при Королівському драматичному театрі Швеції (Драматен), закінчила її в 1982 році. У 1983—1984 роках грала в народному театрі в Евле. З 1985 року — у Драматен. Грала в п'єсах Вільяма Шекспіра (Гамлет), Фрідріха Шиллера (Марія Стюарт), Генріка Ібсена (Ляльковий будинок, Привиди), Антона Чехова (Три сестри), Августа Стріндберга (Гра снів), поставлених Інгмаром Бергманом. Працювала в кіно і на телебаченні.
У 2005 році поставила короткометражний фільм Вибуховий час (Blindgångare), в 2010 — фільм По той бік (Svinalängorna).
Перший чоловік — письменник, сценарист, перекладач Клас Естенгрен (1982—1989), другий — кінорежисер Білле Аугуст (1991—1997).

## Вибрана фільмографія
- 1975: Гіліап / Giliap (Рой Андерссон)
- 1979: Лінус і загадковий будинок з червоної цегли / Linus eller Tegelhusets hemlighet (Вільгот Шеман)
- 1981: Півень / Tuppen (Лассе Галльстрем)
- 1982: Фанні та Олександр / Fanny och Alexander (Інгмар Бергман)
- 1984: Hur ska det gå för Pettersson?  (Вільгот Шеман, телевізійний)
- 1985: Гамлет / Den tragiska historien om Hamlet — Prins av Danmark (Рагнар Лют)
- 1986: Зміїна стежка на скелі / Ormens på väg hälleberget (Бо Видерберг)
- 1989: Дика качка / Vildanden (Бу Відерберг за Ібсеном, телевізійний)
- 1992: Благі наміри / Den goda viljan (Білле Аугуст за сценарієм І.Бергмана; премія Каннського МКФ за найкращу жіночу роль, премія Золотий жук за найкращу жіночу роль)
- 1993: Хроніки молодого Індіани Джонса (Білле Аугуст)
- 1996: Єрусалим / Jerusalem (Білле Аугуст за романом Сельми Лагерлеф)
- 1996: Приватні сповіді/ Enskilda samtal (Лів Ульман за сценарієм І.Бергмана; Срібний Хьюго Чиказького МКФ за найкращу жіночу роль, премія МКФ у Вальядоліді за найкращу жіночу роль)
- 1997: У присутності клоуна / Larmar och gör sig till (І.Бергман, телевізійний)
- 1998: Останній контракт / Sista kontraktet (Кьєлль Сундвалль)
- 1999: Зоряні війни. Епізод I: Прихована загроза (Джордж Лукас)
- 1999: Där regnbågen slutar (Річард Гоберт; премія Золотий жук за найкращу жіночу роль)
- 1999: Марія, мати Ісуса / Mary, Mother of Jesus (Кевін Коннор)
- 2000: День народження / Födelsedagen (Річард Гоберт)
- 2000: Плітки / Gossip (Колін Нютле)
- 2001: Крайній термін / Sprängaren (Колін Нютле)
- 2002: Я — Діна / I Am Dina (Уле Борнедаль за романом Гербьєрг Вассму)
- 2002: Зоряні війни. Епізод II: Атака клонів / Star Wars: Episode II — Attack of the Clones (Джордж Лукас)
- 2002: Всі люблять Алісу / Alla älskar Alice (Річард Гоберт)
- 2003: І настане завтра / Om jag vänder mig om (Бьорн Рунге, Срібний ведмідь Берлінського МКФ за видатне мистецьке досягнення)
- 2003: Деталі / Detaljer (Крістіан Петрі, номінації на премію " Золотий жук за найкращу жіночу роль і найкращу жіночу роль другого плану)
- 2004: День і ніч / Dag och natt (Симон Стахо)
- 2005: Рот у Рот / Mun mot mun (Бьорн Рунге)
- 2005: Вбивство / Drabet (Пер Флю)
- 2009: Міс Кікі / Miss Kicki (Гокон Лю)
- 2009: Розумне рішення / Det enda rationella (Юрген Бергмарк)
- 2012: Агент Гамілтон: В інтересах нації / Hamilton — I nationens intresse (Сара Ландгаг)
- 2012: Суд над мерцем / Dom över död man (Ян Труель)
- 2012: Дівчинка за викликом / Call Girl (Мікаель Марсімайн)
- 2013: Серйозна гра (Лоне Шерфіг, за романом Яльмара Седерберга, у виробництві)

## Визнання
- Премія Лондонської асоціації театральних критиків (1987)
- Медаль Litteris et artibus (2002)
- Премія Юджина О'ніла[en] (2002). Численні кінопремії.